# Callichilia stenosepala
Espèce
Classification APG III (2009)
Callichilia stenosepala est une espèce de plante à fleurs du genre Callichilia et de la famille des Apocynaceae.
On la trouve notamment au Liberia.